# De l'un au multiple. Traductions du chinois vers les langues européennes
De l'un au multiple. Traductions du chinois vers les langues européennes. Translations from Chinese into European Languages est un livre académique en français et anglais sur les traductions du chinois vers les langues européennes. Les éditeurs sont Viviane Alleton et Michael Lackner. Il a été publié par éditions de la Maison des Sciences de l'Homme en 1999.
Le livre a une introduction bilingue en français et anglais, sept essais en français, et huit essais en anglais. Les essais sont divisés en cinq sections. Les essais en français sont résumés en anglais, et ceux en anglais sont résumés en français,. Les auteurs comprennent 9 Français, 4 Allemands, un Italien, un Norvégien, un Taïwanais, et un Américain. Un seul auteur, Andrew Plaks (en), est de langue maternelle anglaise.

## Essais
- I. Le jeu européen des langues (The European game)
  - Bauer, Wolfgang. "The role of intermediate languages in translations from Chinese into German." / "Le rôle des langues intermédiaires dans les traductions du chinois en allemand."
  - Masini, Federico. "Italian translations of Chinese literature." / "Les traductions italiennes de littérature chinoise"
- II. Des traducteurs d'envergure (The personalities of translators)
  - Bieg, Lutz. "Literary translations of the classical lyric and drama of China in the first half of the 20th century. The "case" of Vincenz Hundhausen (de) [(EN] (1878-1955)." / "Traductions de théâtre et de poésie chinoise classique dans la première moitié du XXe siècle"
  - Lackner, Michael. "Richard Wilhelm, a "sinisized" German translator." / "Richard Wilhelm, un traducteur allemand « sinisé » ?"
  - Motsch, Monika. "Slow poison or magic carpet? The Du Fu translations by Erwin Ritter von Zach (de) [(EN)]." / "Poison lent ou tapis volant. Les traductions de Du Fu par Erwin Ritter von Zach"
  - Pino, Angel et Isabelle Rabut. « Le marquis D'Hervey-Saint-Denys et les traductions littéraires. À propos d'un texte traduit par lui et retraduit par d'autres. » / « The marquis D’Hervey-Saint-Denys and literary translations »
- III. Le traducteur parle (The translator speaks)
  - Dars, Jacques. « Traduction terminable et interminable. » / « Terminable and interminable translation »
  - Lévy, André. « La passion de traduire. » / « The passion for translation »
- IV. Les aléas des textes (The versatilities of translations)
  - Fu, Daiwie (en) (傅大為). "On Mengxi Bitan's world of marginalities and "south-pointing needles". Fragment translation vs. contextual translation." / "A propos de monde de la marginalité dans le Mengxi Bitan et des « aiguilles pointant vers le sud »"
  - Cheng, Anne. "Si c'était à refaire... ou : de la difficulté de traduire ce que Confucius n'a pas dit." / "If it were to be redone... or: on the difficulty of translating what Confucius did not say"
  - Harbsmeier, Christoph. "Authorial presence in some pre-Buddhist Chinese texts." / "Présence d’un auteur dans quelques textes chinois prébouddhiques"
- V. Trouver le bon mot (Words and polysemy)
  - Levi, Jean. "Problèmes d'indéterminations sémantiques dans la traduction de textes philosophiques." / "Problems of semantic indetermination in the translation of philosophical texts"
  - Métailié, Georges. "Noms de plantes asiatiques dans les langues européennes. Essai en forme de vade-mecum." / "Translations of Asian plant names into European languages"
  - Zhang, Yinde. "Traduire ou transcrire les noms de personnages : incidences sur la lecture." / "Translating or transcribing the names of literary characters?"
  - Plaks, Andrew (en). "The mean, nature and self-realization. European translations of the Zhongyong." / "Le milieu, la nature et la réalisation de soi. Traductions européennes du Zhongyong"

## Critique
Yu Xiuying (于秀英 Yú Xiùyīng), un membre de la Faculté de langues et de littératures occidentales de l'université de Nankin, dit « En conclusion, nous sommes en présence d’un ouvrage de grande qualité, qu’on le prenne comme ouvrage de référence ou simplement comme un livre d'agrément » et « Il rendra non seulement un service considérable aux traducteurs spécialisés, aux linguistes mais encore il est agréable à lire pour tous ceux qui se passionnent pour la culture chinoise dont la philosophie est basée sur l’harmonie entre Ciel, Terre et Homme. »